# Spectrul atomic al hidrogenului

Liniile spectrale ale hidrogenului pe o scară logaritmică

Spectrul atomic al hidrogenului este format din ansamblul lungimilor de undă prezente în emisia electromagnetică a atomului de hidrogen.
A fost determinat prin contribuția unor fizicieni ca: Gustav Robert Kirchhoff, Robert Bunsen, Joseph von Fraunhofer și alții.
Efectuându-se descărcări electrice într-un tub catodic cu hidrogen, la presiunea de 0,1 - 1 torr, gazul respectiv devine luminos.
La trecerea luminii emise printr-un spectrograf cu prismă și lentile de cuarț, se înregistrează fotografic spectrul atomic al hidrogenului.
Acest spectru este alcătuit din cinci serii, formate din numeroase linii spectrale și situate în toate regiunile spectrului.
Seria spectrală a hidrogenului din domeniul vizibil, numită și seria Balmer, este formată din numeroase linii spectrale, dintre care cele mai importante sunt: 

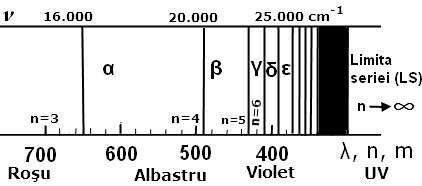
Spectrul atomic al hidrogenului (seria Balmer)

- linia {\displaystyle H_{\alpha }}(656,3 nm),  situată în roșu;
- linia {\displaystyle H_{\beta }} (486 nm) situată în albastru;
- liniile {\displaystyle H_{\gamma }} (434 nm), {\displaystyle H_{\delta }}(410 nm), {\displaystyle H_{\epsilon }}(397 nm),  situate în violet.

Aceste linii sunt urmate de altele cu lungimi de undă tot mai mici decât ale celor precedente, sunt din ce în ce mai apropiate între ele, din ce în ce mai puțin intense și mai greu observabile, spectrul de linii transformându-se într-un spectru continuu.
Valorile acestor lungimi de undă, mai exact ale numerelor de undă corespunzătoare, rezultă din relația dedusă empiric de către Johann Jakob Balmer în 1885:
{\displaystyle {\frac {1}{\lambda }}=R\left({\frac {1}{2^{2}}}-{\frac {1}{n^{2}}}\right),}
unde R = 109677,76 cm-1 este constanta Rydberg și n= 3, 4, 5, ...
Pentru n = 3 se obține numărul de undă al liniei {\displaystyle H_{\alpha }}, pentru n = 4 numărul de undă al liniei {\displaystyle H_{\beta }} etc.
Relația a fost generalizată de Walter Ritz în 1908, pe baza principiului de combinație Rydberg-Ritz, conform căruia numărul de undă {\displaystyle \nu '} este dat de diferența a doi termeni spectrali:
{\displaystyle \nu '={\frac {R}{n_{1}^{2}}}-{\frac {R}{n_{2}^{2}}},}
în care n2 > n1.
Primul termen spectral se numește termen constant sau al seriei, iar ultimul termen se numește termen curent sau al liniei.
Friedrich Paschen a descoperit în 1908 în infraroșu seria spectrală care îi poartă numele:
{\displaystyle {\frac {1}{\lambda }}=R\left({\frac {1}{3^{2}}}-{\frac {1}{n^{2}}}\right),}
în care n = 4, 5, 6, ...
Theodore Lyman a descoperit (1906 - 1916) unele linii din seria sa spectrală, situată în ultraviolet:
{\displaystyle {\frac {1}{\lambda }}=R\left({\frac {1}{1^{2}}}-{\frac {1}{n^{2}}}\right),}
în care n = 2, 3, 4 ...
În 1922 Frederick Sumner Brackett a descoperit seria sa spectrală, situată în infraroșu:
{\displaystyle {\frac {1}{\lambda }}=R\left({\frac {1}{4^{2}}}-{\frac {1}{n^{2}}}\right),}
în care n = 5, 6, 7 ...
În 1924 August Herman Pfund a descoperit seria sa spectrală, situată în aceeași regiune a spectrului:
{\displaystyle {\frac {1}{\lambda }}=R\left({\frac {1}{5^{2}}}-{\frac {1}{n^{2}}}\right),}
în care n = 6, 7, 8 ...
Limitele seriilor liniilor spectrale (LS) ale hidrogenului rezultă din relațiile respective, atribuindu-i-se lui {\displaystyle n_{2}} o valoare infinită.
Astfel, când {\displaystyle n_{2}\to \infty ,} relația:
{\displaystyle \nu '={\frac {R}{n_{1}^{2}}}-{\frac {R}{\infty }}}
devine:
{\displaystyle \nu '={\frac {R}{n_{1}^{2}}}.}
Prin urmare, la limită, numerele de undă au următoarele valori: R pentru seria Lyman, R/4 pentru seria Balmer, R/9 pentru seria Paschen, R/16 pentru seria Brackett și R/25 pentru seria Pfund.
Spectrele optice ale elementelor din grupele Ia și Ib sunt analoge spectrului optic al hidrogenului, deoarece atomii acestora au un singur electron de valență.